# Don Davis
Donald Davis Romain (California, 4 de febrero de 1957) es un compositor estadounidense de música para películas y director de orquesta. Es más conocido por su trabajo en las películas de la serie Matrix y ha trabajado en una gran variedad de películas desde terror a comedia. Actualmente está trabajando en la composición de una ópera titulada Río de Sangre.

## Primeras etapas de su vida
Davis nació en Anaheim, California. Él mostró especial interés en la música desde muy temprano, aprendiendo a tocar la trompeta con 9 años y escribiendo piezas cortas con 12. 
En las primeras etapas de su vida, empezó a interesarse principalmente en géneros como el jazz y el rock. Después de graduarse en el instituto, Davis se matriculó en la Universidad de California, Los Ángeles (más conocida como UCLA) ubicada en la ciudad de Los Ángeles, especializándose en teoría musical y composición al tiempo que ejercía de trompetista en bandas de jazz universitarias así como en diversas orquestas. Continuó sus estudios de composición musical con el profesor Henri Lazarof. Además, aprendió dirección de orquesta de la mano de Albert Harris. Durante el aprendizaje con Harris, éste le presentó al compositor Joe Harnell, el cual apoyó a Davis durante la búsqueda de su primer trabajo. Su debut como profesional fue en Hart to Hart, una serie de televisión basada en la película de 1930, The Thin Man. También trabajó como compositor junto a Michael Kamen en la película Die Hard 2.

## Cine y televisión
Davis ha escrito obras para muchas de las series de televisión hasta 1995 en Estados Unidos. Ese mismo año escribió algunas de las piezas de la película animada de Disney, A Goofy Movie. Él siguió creando piezas para series de televisión hasta que dos jóvenes directoras, las hermanas Wachowski, le contrataron para trabajar en la película de cine negro, Bound, obteniendo bastante éxito de taquilla. Bound fue la película que llevó a Davis a convertirse en el compositor de toda la trilogía Matrix. Posteriormente, Davis ha compuesto partituras para películas como Parque Jurásico III (recomendado por John Williams, compositor de las anteriores), House on Haunted Hill y Tras la línea enemiga. 
La gran obra de Davis ha sido la trilogía Matrix: The Matrix, The Matrix Reloaded y The Matrix Revolutions. Además creó otras decenas de partituras de cine que se caracterizaban por su atonalidad y estilo vanguardista, con influencias de obras politonales minimalistas como Short Ride in a Fast Machine de John Adams y las técnicas del compositor Witold Lutosławski.

### Películas
- Hyperspace (1984)
- Blackout (1984)
- Home Fires Burning (1989)
- Tiny Toon Adventures: How I Spent My Vacation (1992)
- Bound (1996)
- Warriors of Virtue (1997)
- The Matrix (1999)
- Universal Soldier: The Return (1999)
- House on Haunted Hill (1999)
- Parque Jurásico III (2001)
- Antitrust (2001)
- Valentine (2001)
- The Unsaid (2001)
- Tras la línea enemiga (2001)
- Long Time Dead (2002)
- Ballistic: Ecks vs. Sever (2002)
- The Matrix Reloaded (2003)
- The Matrix Revolutions (2003)
- The Animatrix (2003)
- The Incredible Hulk (2005)
- The Marine (2006)

### Televisión
- Sledge Hammer! (1986)
- Star Trek: The Next Generation (1987)
- Beauty and the Beast (1990])
- Tiny Toons Adventures (1990)
- Capitol Critters (1992)
- SeaQuest DSV (1993)
- The Beast (1996)
- House Of Frankenstein (1997 film) (1997)
- Invasion (1997)
- Weapons of Mass Distraction (1997)
- Weird TV (2003)

## Premios
BMI Film & TV Music Award
- 2004 Ganador por las bandas sonoras de The Matrix Reloaded y The Matrix Revolutions.
- 2002 Ganador por la banda sonora de Parque Jurásico III.
- 1999 Ganador por la banda sonora de The Matrix.
- 1991 Ganador por la banda sonora de la serie Matlock.

Premios Emmy
- 1995 Ganador por la banda sonora de la serie seaQuest DSV.
- 1990 Ganador por la banda sonora de la serie Beauty and the Beast.